# Ivana Nešović
Ivana Nešović (Belgrado, 23 luglio 1988) è una pallavolista serba.
Gioca nel ruolo di schiacciatrice e opposto nel Korea Expressway.

## Carriera
La carriera di Ivana Nešović comincia nel 2003 esordendo nella Prva liga serbo-montenegrina con la Crvena zvezda, ottenendo subito la vittoria dello scudetto. Resta legata al club della sua città fino al termine del campionato 2009-10, in cui riesce a vincere la Superliga e la Coppa di Serbia; nel 2007 ottiene invece le prime convocazioni in nazionale, partecipando alla Coppa del Mondo, chiusa al quinto posto.
Nella stagione 2010-11 viene ingaggiata dall'Asystel di Novara nella serie A1 italiana mentre nella stagione successiva viene ceduta al Volley Soverato, in Serie A2; a metà annata però abbandona la squadra e si trasferisce nel Korea Expressway, club militante nella V-League sudcoreana.
Nella stagione 2012-13 passa alle Denso Airybees nella V.Premier League giapponese, chiudendo il campionato con una amara retrocessione; la stagione successiva gioca nel Çanakkale, squadra della Voleybol 1. Ligi turca.
Ritorna in patria brevemente nel campionato 2014-15 per vestire la maglia dello Železničar Lajkovac, prima di andare a giocare nella Volleyball League A cinese col Tianjin Nuzi Paiqiu Dui per il resto della stagione; conclusi gli impegni in Cina gioca negli ultimi mesi dell'annata in Grecia con l'Olympiakos, club di A1 Ethnikī, vincendo lo scudetto e la Coppa di Grecia. Nel campionato seguente approda al Balıkesir BB, club impegnato nel campionato cadetto turco.
Dopo qualche mese di inattività torna in campo in Indonesia, partecipando alla Proliga 2017 col Bandung Bank BJB, mentre nel campionato 2017-18 torna a giocare in Corea del Sud col Korea Expressway.

## Palmarès

### Club
- Campionato serbo-montenegrino: 1

2003-04
- Campionato serbo: 1

2009-10
- Campionato greco: 1

2014-15
- Coppa di Serbia: 1

2009-10
- Coppa di Grecia: 1

2014-15

### Premi individuali
- 2008 - Montreux Volley Masters: Miglior servizio
- 2012 - V-League: MVP 5º round
- 2012 - V-League: MVP 6º round